# Tubular Worlds
Tubular Worlds je videohra typu vesmírná střílečka z roku 1994 vytvořená vývojářskou skupinou Creative Game Design a distribuovaná německou společností Dongleware Verlags GmbH pro platformy MS-DOS, Amiga a Apple Macintosh. Bylo možné ji hrát samostatně či souběžně ve dvou hráčích. V módu pro dva hráče musel každý z nich použít jiné vstupní zařízení, jeden např. klávesnici a druhý joystick nebo myš.
Jedná se o horizontálně skrolovací 2D střílečku, kde hráč ovládá kosmickou raketku pohybující se zleva doprava a bojující s množstvím různorodých nepřátel, přičemž sbírá všelijaké zbraně. Krajina není vidět z boku (jako např. u podobné hry R-Type), ale shora. Prostředí je rozděleno do čtyř světů, každý z nich pak ještě do čtyř sekcí s finálním bossem na konci. Mezi zbraně patří červené, modré, zelené střely, částečně naváděné rakety a ochranný satelit proti nepřátelům, kteří se dostali příliš blízko. 
Hra má vysokou obtížnost, ke zničení raketky stačí jeden zásah od nepřátel. Přitom také hráč přijde o všechny nastřádané zbraně. Celkem jsou k dispozici 3 životy, další je možné nalézt v průběhu hry nebo obdržet po sesbírání 100 kuliček vypadlých z nepřátel.